# Eduard Sarksjan
Eduard Sarksjan (orm. Էդուարդ Սարգսյան; ur. 4 maja 1990) – ormiański zapaśnik walczący w stylu klasycznym. Zajął dwunaste miejsce na mistrzostwach świata w 2015. Ósmy w Pucharze Świata w 2015. Brązowy medalista mistrzostw świata wojskowych w 2018 roku.